# Pierre Lees-Melou
Pierre Lees-Melou (Langon, 25 mei 1993) is een Frans voetballer die doorgaans als offensieve middenvelder speelt. Hij tekende in 2021 bij Norwich City, dat hem overnam van OGC Nice. Een jaar later werd hij verkocht aan Stade Brestois.

## Clubcarrière
Lees-Melou maakte dertien doelpunten in vijftig competitiewedstrijden voor US Lège Cap Ferret. In 2015 trok hij naar Dijon FCO. Eén jaar later promoveerde de aanvallend ingestelde middenvelder met Dijon naar de Ligue 1. In zijn eerste seizoen op het hoogste niveau maakte hij zeven doelpunten in 32 competitieduels. In 2017 tekende Lees-Melou een tweejarig contract bij OGC Nice.